# 厚木那奈美
厚木 那奈美（あつぎ ななみ、1997年10月11日 - ）は、日本の女性声優。
長野県長野市出身。81プロデュース、エイベックス・ピクチャーズ所属。

## 略歴

### デビュー前
幼少の頃、アニメ『デ・ジ・キャラット』に登場するプチ・キャラット（ぷちこ）に憧れ、ぷちこそのものになりたいと思ったことが声優を目指すきっかけとなる。小学生になると、ぷちこを演じている声優がいると知り、声優になればぷちこになれると考えた。その後、テレビアニメ『プリパラ』の声優と主題歌を担当したi☆Risを見て、「歌って踊る声優になりたい」と思うようになる 。i☆Risを知ったことで「自分のなりたい声優像」が変わったという。
高校卒業後の進路選択では声優の学校に行くことも検討したが、親とも相談し大学に進学する。声優の道は半ば諦めていたが、大学1年生の冬休みに課題がなく時間に余裕ができたことから、開催中のオーディションを調べた。レコード会社エイベックスと声優事務所81プロデュース主催の「avex×81produce Wake Up, Girls! AUDITION 第3回アニソン・ヴォーカルオーディション」があることを知り、第1回合格者のi☆RIs、第2回合格者のWake Up, Girls!が好きだったことや、オーディションの広告に「あなたの夢が目覚める」と書かれた言葉に感化され、最後のオーディションとして参加した。

### デビュー後
2017年に「avex×81produce Wake Up, Girls! AUDITION 第3回アニソン・ヴォーカルオーディション」に合格、2000人の応募者の中から選ばれた林鼓子、森嶋優花と共に3人組のユニットRun Girls, Run!を結成する。略称はランガ。テレビアニメ『Wake Up, Girls! 新章』で声優デビュー。デビュー後は、大学と両立して声優活動を行なっている。
翌2018年には、声優になったら絶対に関わりたいと思っていた「プリティーシリーズ」に『キラッとプリ☆チャン』の青葉りんか役で出演する。ランガのメンバー全員で声優と主題歌を担当した。
Run Girls, Run!の8枚目のシングルで、『キラッとプリ☆チャン』の最後のオープニング主題歌である『ドリーミング☆チャンネル!』の発売日、2021年5月19日の夜、YouTubeにて生配信された番組にてTwitterの個人アカウントの開設が発表され、その場で公開された。それまではSNSは週に1度のRun Girls, Run!のブログと、スタッフや他メンバーとの共用アカウントであったRun Girls, Run!の公式Twitterアカウント等を使用して発信を行っていた。同年10月10日にはミクチャのアカウントも開設された。
2022年12月25日にはYouTubeチャンネルを開設し、2022年10月10日のバースデーイベントで披露したオリジナル楽曲「A piece of cake for you.」のリリックビデオを最初の動画として公開した。
2023年3月31日をもってRun Girls, Run！は解散したが、個人としては引き続き活動を継続していく。これに伴い、TwitterアカウントのIDが「rgr_nanami」から「nanami_7mm」に変更された。

## 人物
方言は長野弁。3歳頃から10年以上、クラシックバレエ教室に通っていた。バレエは足の怪我が原因で辞めてしまったが、他ジャンルのダンスは続けており、『Wake Up, Girls!』や『涼宮ハルヒの憂鬱』などのダンスを真似て、デビュー前には「踊ってみた」と称した動画も上げていた。自分の唯一優れているところを挙げるとしたら、「ダンスが得意」なことであり、オーディションでもダンスアピールをするために振り付きで歌唱審査に臨んだという。
デビュー後もダンスの腕を活かし、Run Girls, Run!の楽曲である『サクラジェラート』『青春アルゴリズム』『スノウ・グライダー』などの振り付けを担当した。
厚木は「おっとりしたお嬢様」といった印象を持たれる。メンバー2人は彼女の初対面時に「乃木坂46が来た」と思ったという。しかし自身は否定しているが、メンバーからは「雰囲気がお嬢様」なところは押した方がいいと言われている。
声優の峯田茉優は中学生時代の同級生であり、峯田がパーソナリティを務める『本気!アニラブ』や、Run Girls, Run!がMCを隔月で担当している『ライブダムカンパニー』などで共演を果たしている。峯田とは3年間同じクラスの友人で、学校で一緒に踊ったダンス仲間でもある。

## 出演

### テレビアニメ
2017年
- Wake Up, Girls! 新章（阿津木いつか）

2018年
- デスマーチからはじまる異世界狂想曲（マーサ）
- つくるのだいすき!ねんDo!くんとなかまたち（ルンルン、赤ちゃん、かっぱママ）
- キラッとプリ☆チャン（2018年 - 2021年、青葉りんか）
- ぱすてるらいふ（モブ女(2)）
- カードファイト!! ヴァンガード（プロミス・ドーター）

2019年
- KING OF PRISM -Shiny Seven Stars-（女子）
- アサシンズプライド（ニーチェ、女生徒、プリス）

2020年
- ネコぱら（女性解説者）

2021年
- 天地創造デザイン部（233）
- プラオレ!〜PRIDE OF ORANGE〜（中山梨乃）

2022年
- 神クズ☆アイドル

### 劇場アニメ
- 劇場版 プリパラ&キラッとプリ☆チャン 〜きらきらメモリアルライブ〜（2018年、青葉りんか[38]）
- 君の膵臓をたべたい（2018年、案内の声[39]、友だち、お客さん[40]）
- KING OF PRISM ALL STARS -プリズムショー☆ベストテン-（2020年、観客）

### ゲーム
2018年
- 武器よさらば（ティリア）
- Wake Up, Girls! 新星の天使（阿津木いつか）
- キラッとプリ☆チャン（りんか）
- 月煌 -Luster-（青月、アニタ）

2020年
- 22/7 音楽の時間（君島奈々）

2021年
- パズルガールズ（アクイラ）
- ブルーアーカイブ -Blue Archive-（佐城トモエ）

2022年
- モンスターストライク（2022年 - 2023年、ハイネ、クララミス）
- 共闘ことばRPG コトダマン（ソードラゴ、トウテイル）
- 異世界に飛ばされたらパパになったんだが 〜精霊騎士団物語〜（フラム）

### デジタルコミック
- 片想いミステイク！（2019年、女子A 他[52][53][54]）
- 青のアイリス（2021年、女子B[55]）

### テレビ
- Run Girls, Run!のらんがばん!（2019年7月4日 - 9月20日、TOKYO MX）
- ひみつ×戦士 ファントミラージュ! 第17話（2019年7月28日、テレビ東京[56]）青葉りんかの声

### ラジオ
※はインターネット配信。
- Wake Up, Girls!とRun Girls, Run!のオールナイトニッポンi（2017年10月3日 - 2018年11月13日、オールナイトニッポンi※） - 不定期パーソナリティ[57]
- Run Girls, Radio!（2017年10月3日 - 2018年1月30日、HiBiKi Radio Station※）[58]
- Run Girls, Radio!!（2018年4月9日 - 2020年6月23日、HiBiKi Radio Station※）[59]
- Run Girls, Run!のオールナイトニッポンi（2019年1月15日 - 8月27日、オールナイトニッポンi※） - 不定期パーソナリティ[60]
- Share the Night（2020年1月2日 - 10月1日、FMヨコハマ）[61]
- 厚木那奈美のおやすみじかん（2020年5月10日 - 8月30日、YouTube Run Girls, Run！公式チャンネル※）
- 福緒唯と厚木那奈美の「ふたラジ!!」（2020年8月2日 - 30日、超!A&G+※）[62]
- らんが放送部 厚木那奈美のらじすきゃっと!（2020年8月18日 - 12月2日、ニコニコチャンネル※）[63]
- Run Girls, Run!の2人3脚自由形（2020年8月18日 - 12月2日、ニコニコチャンネル※）[63]
- Run Girls, Run！のらんがちゃんねる出張版（2021年3月20日 - 、YouTube※）

### インターネット放送
- ライブダムカンパニー（2018年7月14日 - 2019年9月28日、FRESH LIVE[64][65]）
- プリパラ・キラッとプリ☆チャン特別番組（2019年1月7日、TSUTAYA TV[66]）
- なないろレシピ（2019年5月28日 - 2022年12月18日、ニコニコ生放送[67]）
- Run Girls, Run!の3人4脚自由形（2019年12月10日 - 2020年12月1日、ニコニコチャンネル・YouTube）[68]
- Run Girls, Run!のらんがちゃんねる（2021年1月19日 - 2023年3月20日、ニコニコチャンネル・YouTube）[69]
- 月刊ガガガチャンネル（2024年5月20日 -、ニコニコ生放送・YouTube※）※5代目パーソナリティ（三波春香と各回交代）
- わたしたちサバゲーはじめました（2024年5月26日 - 2024年7月21日、81PRODUCE OFFICIAL FAN CLUB ～声いっぱいをあなたに～[70][71]）
- 81プロデュースとコラボ企画!?美少女声優たちがエアガンに初挑戦！厚木那奈美・白田千尋・留冬藍名がシューティングに挑む！"わたしたちサバゲーはじめました#1.5"（2024年5月27日、YouTube[72]）

### オーディオブック
- REcycleKiDs（2018年、アキ[73]）
- ピンポンラバー（2019年6月20日 - 2022年7月20日、小早川志乃）- 2作品[一覧 1]
- とある飛空士への誓約（2019年、紫かぐら、坂上由美子[78][53]）
- リベンジャーズ・ハイ（2020年6月22日、シルヴィ・バレト[79]）
- 七星のスバル（2020年6月22日、碓氷咲月[79]）
- マイダスタッチ〜内閣府超常経済犯罪対策課〜（2020年12月21日、一万田こがね[80]）
- ヒイラギエイク（2021年2月22日、仁科美音[81]）
- あの夏、最後に見た打ち上げ花火は（2021年7月20日、伊東ノア[82]）
- 夢探偵フロイト（2021年8月11日 - 2023年10月25日） - 3作品[一覧 2]
- ふあゆ（2022年11月21日、天津カエラ ほか[86]）
- その日彼は死なずにすむか？（2023年2月20日、ソフィア[87]）
- ホラー女優が天才子役に転生しました 〜今度こそハリウッドを目指します!〜（2023年6月20日、夜旗凛[88]）
- 公務員、中田忍の悪徳（2023年11月20日 - 2025年4月18日、エルフ（アリエル））- 4作品[一覧 3]
- 僕を成り上がらせようとする最強女師匠たちが育成方針を巡って修羅場（2024年8月20日 - 2024年11月20日、カトレア・リッチモンド、リアナ・モブリーナ）- 2作品[一覧 4]
- こんな小説、書かなければよかった。（2024年12月20日、比嘉つむぎ[91]）
- 霊能探偵・藤咲藤花は人の惨劇を嗤わない（2025年1月20日、永瀬未知留）- 3作品[一覧 5]
- 未確認未来少女（2025年7月22日、果瀬静理[96]）

### CM
- サントリーフーズ『クラフトボス×テラスハウス 「9th WEEK MILK TEA COMING」篇』（2019年、ミルクティー[97][98]）

### 舞台
- ナナステ☆スイーティブストーリーズ〜起源・永遠の願い〜（2020年4月1日 - 5日、新宿村LIVE） - 朱鳥 役 ※上演中止・映像のみ発売[注 1]
- プロジェクト東京ドールズ THE GARDEN ／ SKY TOWER（2021年2月20日 - 27日、シアター1010） - 南田カナ 役（ダブルキャスト）[102]
- 素敵なカミングアウト（2022年5月17日 - 22日、六行会ホール） - 苫米地朋美 役[103]
- 舞台『少年秘密倶楽部 -零-』（2023年4月27日 - 30日、BOX in BOX THEATER）- ランジア 役[104]
  - 舞台『少年秘密倶楽部 -零-』再演（2024年4月17日 - 21日、萬劇場）[105]
  - 舞台『少年秘密倶楽部［壱］〜箱庭の自由〜』（2024年7月3日 - 7日、新宿村LIVE）[106]
- ［Otona Project 第四十六弾］演劇ユニット【爆走おとな小学生】第十九回全校集会『宇宙家族ヤマダさん〜Super saiyAの逆襲〜』（2023年5月31日・6月3日、こくみん共済 coop ホール／スペース・ゼロ）- ミス・ユニバーサル 役[107][108]
- 演劇ユニット【メイホリック】メイホリックシアター14 舞台『マジでトキメけ⭐︎少女たち!! 〜全国高校生エネルギッシュ選手権大会〜』再演（2023年8月30日 - 9月3日、シアターサンモール） - 美川美子 役[109][110]
- 演劇ユニット【メイホリック】メイホリックシアター15 舞台『マジでトキメけ☆少女たち!!〜ホシのミライ〜 』（2023年11月8日 - 11月12日、CBGKシブゲキ!!） - 美川美子 役[111]

### 朗読劇
- Girls Reading Theater「若草物語」（2022年3月12日、浅草花劇場）[112]
- Girls Reading Theater「童話シリーズ」 GW Special（2022年5月4日 - 5日、浅草花劇場）[113]
- ハニーレモンソーダ（2022年9月10日、ヒューリックホール東京） - 遠藤あゆみ 役[114]
- 演劇ユニット【メイホリック】［メイホリックシアター12］朗読劇『リトル・ノエル』（2022年12月21日 - 25日、新宿シアター・ミラクル[115]） - サユリ 役

## ディスコグラフィ

### キャラクターソング
| 発売年 | 発売日   | 商品名                                                                  | 歌                                   | 楽曲                                     | 備考                                                                                           |
| ------ | -------- | ----------------------------------------------------------------------- | ------------------------------------ | ---------------------------------------- | ---------------------------------------------------------------------------------------------- |
| 2018年 | 12月5日  | キラッとプリ☆チャン♪ソングコレクション〜2ndチャンネル〜                 | 青葉りんか（厚木那奈美）             | 「キラリ覚醒☆リインカーネション」        | テレビアニメ『キラッとプリ☆チャン』挿入歌                                                      |
| 2018年 | 12月5日  | キラッとプリ☆チャン♪ソングコレクション〜2ndチャンネル〜                 | ミラクル☆キラッツ                    | 「SUPER CUTIE SUPER GIRL」               |                                                                                                |
| 2019年 | 4月4日   | -                                                                       | ミラクル☆キラッツ                    | 「チャンとプリ☆チャンやってみた！」      | アミューズメントゲーム『キラッとプリ☆チャン』収録曲                                            |
| 2019年 | 5月25日  | GAME Pri☆chan Music Collection vol.1                                    | ミラクル☆キラッツ                    | 「ミラクル☆キラッツ クリスマスメドレー」 | ゲーム『キラッとプリ☆チャン』収録曲                                                            |
| 2019年 | 9月11日  | キラッとプリ☆チャン♪ミュージックコレクション                            | ミラクル☆キラッツ                    | 「乙女アテンションプリーズ」             | テレビアニメ『キラッとプリ☆チャン』挿入歌                                                      |
| 2019年 | 9月11日  | キラッとプリ☆チャン♪ミュージックコレクション                            | ミラクル☆スター                      | 「キラッとスタート」                     | テレビアニメ『キラッとプリ☆チャン』挿入歌                                                      |
| 2019年 | 9月11日  | キラッとプリ☆チャン♪ミュージックコレクション                            | 青葉りんか（厚木那奈美）             | 「キラリ覚醒☆リインカーネション」        | テレビアニメ『キラッとプリ☆チャン』挿入歌                                                      |
| 2019年 | 9月14日  | GAME Pri☆chan Music Collection vol.2                                    | ミラクル☆キラッツ メルティックスター | 「ハッピーピクニック」 「U.S.A」         | ゲーム『キラッとプリ☆チャン』収録曲                                                            |
| 2019年 | 11月27日 | キラッとプリ☆チャン♪ソングコレクション 〜ミラクル☆キラッツ チャンネル〜 | 青葉りんか（厚木那奈美）             | 「夢色エナジー」                         | テレビアニメ『キラッとプリ☆チャン』挿入歌                                                      |
| 2019年 | 11月27日 | キラッとプリ☆チャン♪ソングコレクション 〜ミラクル☆キラッツ チャンネル〜 | ミラクル☆キラッツ                    | 「ロケットハート」                       | テレビアニメ『キラッとプリ☆チャン』挿入歌                                                      |
| 2020年 | 6月24日  | キラッとプリ☆チャン♪ミュージックコレクション Season.2                   | オール☆ジュエルアイドルズ            | 「ダイヤモンドスマイル」                 | テレビアニメ『キラッとプリ☆チャン』挿入歌                                                      |
| 2020年 | 6月24日  | キラッとプリ☆チャン♪ミュージックコレクション Season.2                   | ブランニュー☆ガールズ                | 「Brand New Girls」                      | テレビアニメ『キラッとプリ☆チャン』エンディングテーマ                                          |
| 2020年 | 11月18日 | -                                                                       | ChouChou                             | 「永遠はいらない」                       | ゲーム『22/7 音楽の時間』関連曲。ゲーム内では11月1日に実装され、11月18日にダウンロード販売開始 |
| 2020年 | 12月2日  | キラッとプリ☆チャン♪ソングコレクション〜from RAINBOW SKY〜              | ミラクル☆キラッツ                    | 「ミラクルコースター」                   | テレビアニメ『キラッとプリ☆チャン』挿入歌                                                      |
| 2021年 | 6月23日  | キラッとプリ☆チャン♪ソングコレクション 〜 from PRI☆CHAN LAND 〜         | ミラクル☆スター                      | 「One Heart」                            | テレビアニメ『キラッとプリ☆チャン』エンディングテーマ                                          |

### その他楽曲
| 初公開日       | 商品名 | 歌         | 楽曲                         | 備考 |
| -------------- | ------ | ---------- | ---------------------------- | --- |
| 2017年12月26日 | -      | 厚木那奈美 | 「白金ディスコ」             | カラオケ『LIVE DAM STADIUM・LIVE DAM Ai あにそんボーカル』配信曲 |
| 2022年10月10日 | -      | 厚木那奈美 | 「A piece of cake for you.」 | 2022年の厚木那奈美ソロバースデーイベント『Nanami Atsugi 25th Birthday Party！〜A piece of cake for you.〜』にてソロ歌唱を披露。2022年12月25日に開設したYouTubeチャンネルにてリリックビデオを公開 |
| 2023年7月25日  | -      | 厚木那奈美 | 「スタァ」                   | 「A piece of cake for you.」に続く、厚木那奈美×Coup Critiquesオリジナル曲の2曲目。Run Girls, Run！の解散発表日から1年目に公開された。                                                            |

### 映像作品

#### 参加映像作品
- プリパラ＆キラッとプリ☆チャンAUTUMN LIVE TOUR み〜んなでアイドルやってみた！（2019年）[129]
- み〜んなでキラッとプリティーライブ2018（2019年）[130]
- 白金ディスコ（2019年） – カラオケ『LIVE DAM Ai』の「あにそんボーカル」で配信されている厚木那奈美が出演のミュージックビデオ（カヴァー）。
- プリパラ＆キラッとプリ☆チャンAUTUMN LIVE TOUR 2019 〜キラッと! アイドルはじめる時間だよ!〜（2020年）[131]
- プリパラ&キラッとプリ☆チャン Winter Live 2019（2020年）[132]
- Hello! プリ☆チャンワールド（2021年）[133]
- プリパラ&キラッとプリ☆チャン Winter Live 2020（2021年）[134]
- 舞台プロジェクト東京ドールズ 二期三期Blu-ray BOX（2021年）[135]
- Welcome to プリ☆チャンランド!（2022年）[136]
- 特典「Pretty series 10th Anniversary Pretty Festival」DVD（2022年）[注 3]
- ナナステ☆スイーティブストーリーズ〜起源・永遠の願い〜（2022年）[138]
- 舞台『少年秘密倶楽部-零-』DVD（2023年）[139]
- 宇宙家族ヤマダさん 〜Super saiyAの逆襲〜 DVD（2023年）[140]
- 舞台『少年秘密倶楽部-零-』再演 DVD（2024年）[141]

## 書籍

### 写真集
- Run For You！（2022年3月9日、エイベックス・ピクチャーズ） - クラウドファンディングにより制作したRun Girls, Run!の写真集[142]

### コミック
- 名取さなのもぐもぐごほうびごはん 2（2023年10月20日、名取さな） - 名取さな原作のicaによる漫画にゲストとして一篇に登場。また、期間限定で販売された愛蔵版では帯にコメントを寄せている[143][144]

## ライブ・イベント

### イベント
| 出演日              | タイトル | 会場                                                  |
| ------------------- | --- | ----------------------------------------------------- |
| 2018年5月5日        | 『劇場版 プリパラ＆キラッとプリ☆チャン 〜きらきらメモリアルライブ〜』初日舞台挨拶 | 新宿バルト9（東京都）、イオンシネマ海老名（神奈川県） |
| 2018年5月13日       | 『劇場版 プリパラ＆キラッとプリ☆チャン 〜きらきらメモリアルライブ〜』公開記念『キラッとプリ☆チャン』上映会&トークイベント                                                                         | 東京アニメセンター in DNPプラザ（東京都）             |
| 2018年9月17日       | プリズムストーンカフェクローズ企画 “ミラクル☆キラッツ”presents クロージングイベントやってみた! | AMO CAFE 原宿店（東京都）                             |
| 2018年11月17日      | 「キラッとプリ☆チャン」がネットルール安全教室やってみた! | 東京ソラマチ5階スペース634（東京都）                  |
| 2018年12月23日      | アニメJAM2018 | 舞浜アンフィシアター（東京都）                        |
| 2019年3月24日       | AnimeJapan 2019 2日目 「キラッとプリ☆チャン」シーズン2放送直前ステージやってみた! | 東京ビッグサイト（東京都）                            |
| 2019年8月11日       | プリチャンカフェ開催記念！“ミラクル☆キラッツ”キャスト来店イベント | AMO CAFE 原宿店（東京都）                             |
| 2019年10月6日       | こえずか 〜魅力発掘！夢発掘！第4回 声優図鑑 勝手にこえずかアワード〜 | 浜離宮朝日ホール 小ホール（東京都）                   |
| 2019年10月11日      | Share the light リリース記念イベント「厚木那奈美バースデーパーティー」 | AKIHABARAゲーマーズ本店 6F（東京都）                  |
| 2021年5月22日、23日 | Pretty series 10th Anniversary Pretty Festival | 幕張イベントホール（東京都）                          |
| 2021年10月10日      | Nanami Atsugi 24th Birthday Event #ななみりばーすでー | 無観客生配信（ミクチャ）                              |
| 2021年11月26日      | プロジェクト東京ドールズ 特別イベント | harevutai（東京都）                                   |
| 2022年10月10日      | Nanami Atsugi 25th Birthday Party!〜A piece of cake for you.〜 | 表参道GROUND（東京都）                                |
| 2023年2月4日        | 『声グラコレクション』 meets メチャカリ 昼の部 | 全電通労働会館（東京都）                              |
| 2023年5月1日        | 桃山みらい役 林鼓子さん、萌黄えも役 久保田未夢さん、青葉りんか役 厚木那奈美さん『キラッとプリ☆チャン みんなのいいねで何かがうまれる！？キラッとバーチャルライブ！』舞台挨拶付きミニトークイベント | Hall Mixa（東京都）                                   |
| 2023年9月11日       | 『マジでときめけ⭐︎少女たち！！～全国高校生エネルギッシュ選手権大会～』スペシャルイベント | 渋谷TAKE OFF 7（東京都）                              |
| 2024年2月17日       | 第12回まんが王国とっとり国際マンガコンテスト表彰式 マンガアワードSHOW2024 | とりぎん文化会館 小ホール（鳥取県）                   |
| 2024年5月31日       | 81PRODUCE OFFICIAL FANCLUB 会員限定イベント「Talk Talk Talk」vol.1 | （東京都内某所）（東京都）                            |

## 振付
Run Girls, Run!
- サクラジェラート
- 青春アルゴリズム
- スノウ・グライダー
- Knock out（I-1clubによる舞台『Wake Up, Girls! 青葉の記録』の劇中曲のRun Girls, Run!によるカバー） ※Run Girls, Run!向けのアレンジ

名取さな
- いっかい書いてさようなら

### シリーズ一覧
1. ↑  ピンポンラバー（2019年6月20日）[74][75][76]、ピンポンラバー2（2022年7月20日）[77]
2. ↑  夢探偵フロイト  マッド・モラン連続死事件（2021年8月11日）[83]、夢探偵フロイト －てるてる坊主殺人事件－（2022年5月17日）[84]、夢探偵フロイト 邪神が売る殺意（2023年10月25日）[85]
3. ↑  公務員、中田忍の悪徳（2023年11月20日）[89]、公務員、中田忍の悪徳 2（2024年9月20日）[90]、公務員、中田忍の悪徳 3（2024年12月20日）[91]、公務員、中田忍の悪徳 4（2025年4月21日）[92]
4. ↑  僕を成り上がらせようとする最強女師匠たちが育成方針を巡って修羅場 2[93]、
僕を成り上がらせようとする最強女師匠たちが育成方針を巡って修羅場 3[94]
5. ↑  霊能探偵・藤咲藤花は人の惨劇を嗤わない 2（2025年1月20日）[95]、霊能探偵・藤咲藤花は人の惨劇を嗤わない 3（2025年1月20日）[95]、霊能探偵・藤咲藤花は人の惨劇を嗤わない 4（2025年1月20日）[95]